# Turín FC
Torino Football Club, zkráceně česky jen Turín, je italský fotbalový klub hrající v sezóně 2024/25 v 1. italské fotbalové lize sídlící ve městě Turín v regionu Piemont.
Dnešní klub byl znovu založený v roce 2005, je pokračovatelem historického sdružení, které vzniklo v roce 1906 spojením klubu Football Club Torinese a s pár členů klubu Juventus FC. Ti daly název Foot Ball Club Torino.
Toro (býci), jak se klubu přezdívá, je jedním z nejznámějších klubů v Itálii. Může se chlubit sedmi vítězství v nejvyšší lize včetně pěti po sobě jdoucích titulů v době velkého Turína, které bylo uznáno jako jeden z nejsilnějších týmů čtyřicátých let. Vyhráli i Italský pohár (5×), Středoevropský pohár (1991), klub si zahrál i finále v poháru UEFA (1992/93).

## Změny názvu klubu
- 1906/07 – 1935/36 – FBC Turín (Foot Ball Club Torino)
- 1936/37 – 1942/43 – AC Turín (Associazione Calcio Torino)
- 1943/44 – Turín FIAT (Torino FIAT)
- 1944/45 – 1957/58 – AC Turín (Associazione Calcio Torino)
- 1958/59 – AC Talmone Turín (Associazione Calcio Talmone Torino)
- 1959/60 – 1976/77 – AC Turín (Associazione Calcio Torino)
- 1977/78 – 2004/05 – Turín Calcio (Torino Calcio)
- 2005/06 – Turín FC (Torino Football Club)

## Získané trofeje

### Vyhrané domácí soutěže
- 1. italská liga (7×)

(1926/27, 1927/28, 1942/43, 1945/46, 1946/47, 1947/48, 1948/49, 1975/76)
Titul z roku 1926/27 byl Turínu v následující sezoně odebrán kvůli dohodě na výsledku derby s Juventusem.
- 2. italská liga (3×)

1959/60, 1989/90, 2000/01
- Italský pohár (5×)

1935/36, 1942/43, 1967/68, 1970/71, 1992/93

### Vyhrané mezinárodní soutěže
- Středoevropský pohár (1×)

1991

#### Medailové umístění
| Medaile umístění   | Sezona                                                                 |
| ------------------ | ---------------------------------------------------------------------- |
| Serie A            | 1927/28, 1942/43, 1945/46, 1946/47, 1947/48, 1948/49, 1975/76          |
| Serie A            | 1907, 1928/29, 1938/39, 1941/42, 1971/72, 1976/77, 1984/85             |
| Serie A            | 1935/36, 1936/37, 1964/65, 1971/72, 1977/78, 1991/92                   |
| Italský pohár      | 1935/36, 1942/43, 1967/68, 1970/71, 1992/93                            |
| Italský pohár      | 1937/38, 1962/63, 1963/64, 1969/70, 1979/80, 1980/81, 1981/82, 1987/88 |
| Italský superpohár | 1993                                                                   |
| Pohár UEFA         | 1991/92                                                                |

## Soupiska
Aktuální k 7. 2. 2025
| Číslo |                   | Pozice | Hráč                     |
| ----- | ----------------- | ------ | ------------------------ |
| 1     | Itálie            | B      | Alberto Paleari          |
| 3     | Nizozemsko        | O      | Perr Schuurs             |
| 4     | Polsko            | O      | Sebastian Walukiewicz    |
| 5     | Maroko            | O      | Adam Masina              |
| 7     | Francie           | Ú      | Yann Karamoh             |
| 8     | Srbsko            | Z      | Ivan Ilić                |
| 9     | Paraguay          | Ú      | Antonio Sanabria         |
| 10    | Chorvatsko        | Z      | Nikola Vlasic            |
| 11    | Severní Makedonie | Z      | Eljif Elmas              |
| 13    | Chile             | O      | Guillermo Maripán        |
| 15    | Francie           | Ú      | Amine Salama             |
| 16    | Norsko            | O      | Marcus Holmgren Pedersen |
| 17    | Itálie            | B      | Antonio Donnarumma       |
| 18    | Skotsko           | Ú      | Ché Adams                |
| 20    | Rakousko          | Z      | Valentino Lazaro         |

| Číslo |                  | Pozice | Hráč                   |
| ----- | ---------------- | ------ | ---------------------- |
| 21    | Mali             | O      | Ali Dembélé            |
| 22    | Itálie           | Z      | Cesare Casadei         |
| 23    | Rovníková Guinea | O      | Saúl Coco              |
| 24    | Chorvatsko       | O      | Borna Sosa             |
| 26    | Turecko          | Z      | Emirhan İlkhan         |
| 28    | Itálie           | Z      | Samuele Ricci          |
| 32    | Srbsko           | B      | Vanja Milinković-Savić |
| 34    | Itálie           | Z      | Cristiano Biraghi      |
| 61    | Francie          | Z      | Adrien Tameze          |
| 66    | Litva            | Z      | Gvidas Gineitis        |
| 77    | Polsko           | Z      | Karol Linetty          |
| 79    | Kypr             | Ú      | Zanos Savva            |
| 91    | Kolumbie         | Ú      | Duván Zapata (kapitán) |
| 92    | Švédsko          | Ú      | Alieu Njie             |

## Historie klubu

### Zrod a začátek

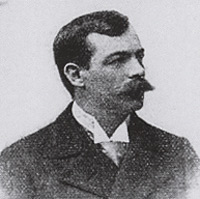
Zakladatel Alfred Dick

Klub byl založen 3. prosince roku 1906 v pivovaru Voigt ve Via Pietro Micca lidmi kteří již nechtěli být v klubu Juventus FC vedené švýcarským podnikatelem Alfredem Dickem a klubem Football Club Torinese. Zrodil se klub Foot Ball Club Torino s přezdívkou býci.
První oficiální utkání se odehrálo 16. prosince 1906, proti hostitelům SG Pro Vercelli, utkání skončilo 3:1 pro býky. V roce 1912 nastoupil do trenérského křesla budoucí trenér reprezentace Vittorio Pozzo, ten zastával svou funkci do roku 1922.
Tým zažil první šťastné období ve své historii za předsednictví Enrica Marone Cinzana, který nechal postavit první tribuny stadionu Filadelfia. První fotbalové hvězdy se klub pyšnil triem zázraků složených Julio Libonatti, Adolfo Baloncieri a Gino Rossetti. Pod vedením Cinzana byl klub mistrem Itálie již v sezoně 1926/27, jenže za podplácení jim byla trofej odebrána a předseda klubu Enrico Marone Cinzano musel klub opustit. Příští sezoně 1927/28 se jim to povedlo poctivě a získali tak první oficiálně mistrovský titul.
Po opuštění předsedy klubu Enrica Marone Cinzana, začal pro klub pomalý pokles, který na začátku třicátých let vedl jej k umístění ve středu tabulky. V sezoně Serie A 1935/36|1935/36 se začalo klubu opět dařit. Umístili se v tabulce na 3. místě a položí základy zlatého věku, který se později představoval jako Grande Torino (velký Turín).

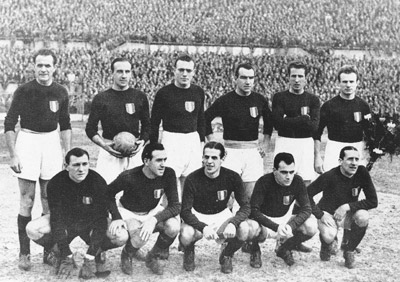
Grande Torino 1949

### Velký Turín

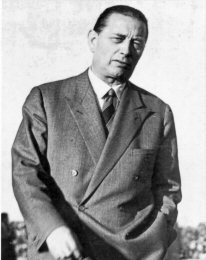
Ferruccio Novo

V létě roku 1939 převzal předsednictví klubu průmyslník Ferruccio Novo, bývalý juniorský fotbalista býků. Byla provedena reorganizace, která byla inspirována sportovní a obchodní politiky zavedené se značným úspěchem od klubu Juventus FC. Na návrh Pozza aby se klub řídil jako se řídili anglické kluby. Obklopili se kompetentními spolupracovníky, jako byli bývalí hráči Antonio Janni, Mario Sperone a Giacinto Ellena. Technickým ředitelem se stal maďar Ernő Erbstein a trenérem mládeže Angličan Leslie Lievesley.
Nejzářivější momenty pro Grande Torino byly od sezony 1942/43 do 1948/49, reprezentovaný, nepřekonatelný tým, který vyhrál pět národních titulů po sobě (kromě let 1943 až 1944) a Italský pohár 1942/43, tím se tak stal prvním klubem co dosáhl double. Za reprezentaci nastupovalo mnoho hráčů nosící dres býků. Při jednom zápase reprezentace nastoupilo až deset hráčů Grande Torino.
Kapitánem a nesporným vůdcem této formace byl Valentino Mazzola, sestava byla vždy složena takto: brankář Valerio Bacigalupo, Aldo Ballarin, Virgilio Maroso, Giuseppe Grezar, Mario Rigamonti, Eusebio Castigliano, Romeo Menti, Ezio Loik, Guglielmo Gabetto, Valentino Mazzola a Franco Ossola. Cyklus vítězství byl náhle přerušen 4. května 1949 v 17:05, když letadlo Fiat G.212 nesoucí celý tým, které se vracelo z přátelského zápasu s Benfikou hrálo se v Lisabonu, narazilo na zadní stěnu Baziliky Superga. Náraz způsobil okamžitou smrt všech třicet jedna lidí na palubě, včetně hráčů, technického personálu, novinářů a posádky. Pro slávu týmu měla tragédie velkou rezonanci ve světovém tisku i v Itálii. V den pohřbu vyšel téměř jeden milion lidí do ulic v Turíně, aby týmu vzdali úctu. Býci museli ještě dohrát čtyři zápasy v lize a tak zařadili do A týmu juniory. Sestavu juniorů sestavili všechny čtyři kluby se kterými měli hrát (Janov CFC, US Palermo, UC Sampdoria a AC Fiorentina). Býci byli úspěšní a vyhráli svůj šestý titul a Páty v řadě. Na vzpomínku tohoto neštěstí byl roku 2005 natočen film Velký Turín, režiséra Claudio Bonivento.

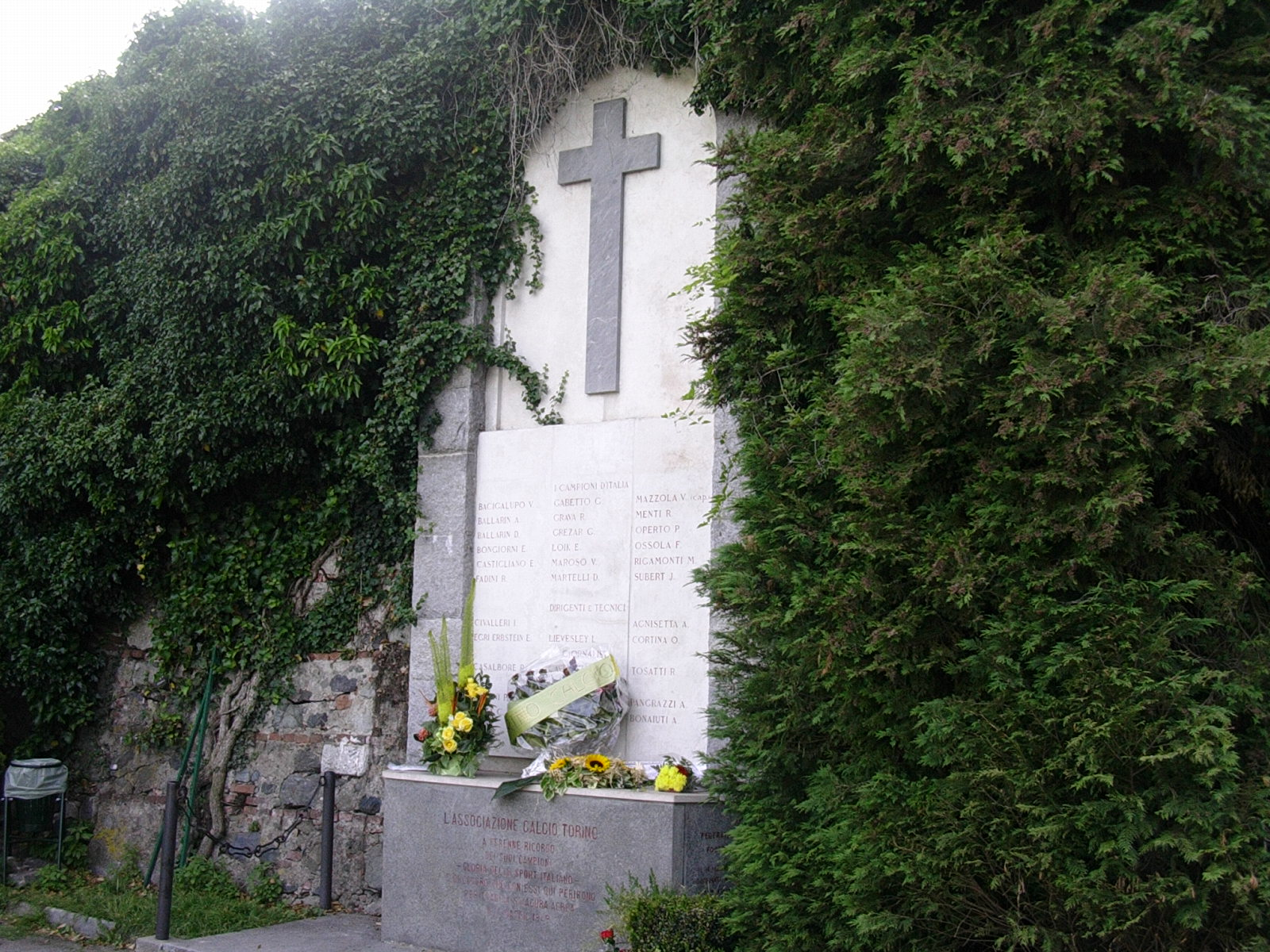
Pomník u Baziliky Superga

### Nový majitel
Po této vážné tragédii následovaly těžké roky pro klub. Pozvolný pokles v roce 1958/59 vedla k prvnímu sestupu do druhé ligy, naštěstí pro klub pobyt ve druhé lize trval pouze jednu sezónu. V roce1963 se novým vlastníkem stal Orfeo Pianelli. Na trenérské křeslo usedl na sezonu 1964/65 slavný Nereo Rocco. V sezoně klub skončil v tabulce na třetím místě, to bylo nejlepší umístění od tragédie. V Poháru PVP dokráčeli až do semifinále. Na příští sezonu klub angažuje nejlepšího střelce sezony 1964/65 Alberta Orlanda. Střelecky nepomohl a klub skončil na desátém místě. Po sezoně 1966/67 v klubu končí po neshodách trenér Nereo Rocco.
Přichází nový trenér Edmondo Fabbri, bývalý trenér reprezentace a také budoucí miláček tribun Aldo Agroppi. Klub musel ale smutnit nad ztrátou hráče Luigi Meroni. Ten 15. října 1967 zahynul při srážce s autem. Auto řídil teprve 19letý Attilio Romero, velký fanoušek býků a budoucí prezident klubu v letech 2000 až 2005. Klub zakončil soutěž na sedmém místě a vyhrál italský pohár. Italský pohár získal v sezoně 1970/71.

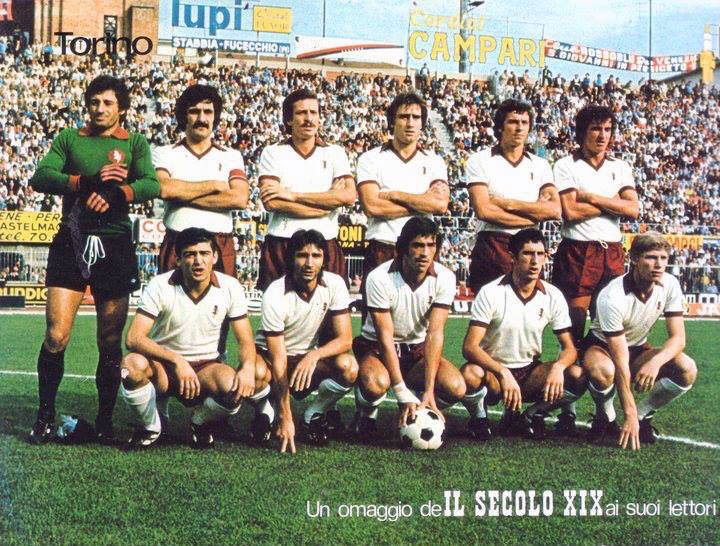
Mistrovský tým se sezony 1975/76

Nezapomenutelný ročník byl 1975/76. Trenér Edmondo Fabbri (vedl klub 1974 a 1974/75) po sezoně rezignoval a namísto něj je angažován Luigi Radice. Přicházejí hráči: Patrizio Sala (Monza), Eraldo Pecci a Vittorio Caporale (Bologna), v útoku stříleli branky Paolo Pulici (přišel v roce 1967) a Francesco Graziani (přišel v roce 1973) na jejich branky nahrával Claudio Sala (přišel v roce 1969) a Renato Zaccarelli (přišel v roce 1974) v obraně hráli Roberto Salvadori (přišel v roce 1973) s Roberto Mozzini (odchovanec) a v brance chytal Luciano Castellini (přišel v roce 1970). Klub hrál s rivalem Juventus FC o titul do posledního kola. Juventus FC zápas prohrál 0:1 a býci remizovali 1:1 na hřišti klubu AC Cesena. Jedinou branku vstřelil Paolo Pulici, který se stal s 21 branky nejlepší střelec (již po třetí). A tak se po 27 letech stal klub mistrem ligy. Obhajoba titulu se nepodařila, protože rival Juventus FC byl o bod lepší. V poháru PMEZ neprošli přes druhé kolo, když prohráli pozdějším finalistou poháru Borussia Mönchengladbach.

### Finále a pád
V následujících letech začal pomalý pokles výsledků s výjimkou druhého místa v sezoně 1984/85. V sezoně 1988/89 spadli býci opět do druhé ligy, podruhé ve své historii.
Po rychlém postupu v sezoně 1989/90 a pod novým trenérem který přišel na sezonu 1990/91 (Emiliano Mondonico) přišli první úspěchy. Přišli posily jako byli hráči Martín Vázquez (Real Madrid), Luca Fusi (SSC Neapol) a Pasquale Bruno (Juventus FC. Býci se stěhovali do nového stadionu Stadio delle Alpi kde dva roky nepoznali porážku. V lize skončili na pátém místě, ale velký úspěch zaznamenali na středoevropském poháru když porazili ve finále Pisu 2:1 v prodloužení.

Velmi podařený ročník byl 1991/92. Klub koupil belgického hráče Enza Scifa, Brazilce Waltera Casagrandeho a zahrál si i odchovanec Christian Vieri. Býkům se podařilo umístit na třetím místě a v poháru UEFA dokráčeli až do finále kde prohráli z Ajaxem jen díky obdrženým brankám na vlastním hřišti (doma 2:2 a venku 0:0).
Býci se představili v sezóně 1992/93 s úmyslem znovu hrát na vyšších příček. Jenže klub musel kvůli vážným finančním problémům prodat některé nejlepší hráče: Roberto Cravero (SS Lazio), Martín Vázquez (Olympique de Marseille) a Gianluigi Lentini za rekordních 18,5 miliard lir do AC Milán. Místo nich se koupili: Uruguayec Carlos Alberto Aguilera a Andrea Silenzi. V únoru v roce 1993 se prezidentem stal po rezignaci Borsana Roberto Goveani. V lize skončil klub na devátém místě, ale vyhrál italský pohár když ve finále porazil AS Řím (3:0 a 2:5) a po 21 letech získal klub trofej. V poháru UEFA dokráčel do 2. kola.
Po vítězství v italském poháru zažil klub období vážných ekonomických problémů. Prezidenti a trenéři se měnili velmi často, a výsledky se nadále zhoršovaly: po sezoně 1994/95 se tým přesunul zpět do druhé ligy. Klub často postupoval a sestupoval. Návraty do nejvyšší ligy se uskutečnil v sezonách: 1998/99 a 2000/01. Sestupy byly v sezonách: 1999/00 a 2002/03. Pod vedením trenéra Renato Zaccarelli získal klub postup za 2. místo v tabulce v sezoně 2004/05 do nejvyšší ligy. jenže kvůli finančním problémům špatně spravovaným majitelem Cimminellim nebyly býci s následným bankrotem klubu přijati do nové sezóny 2005/06. Díky sponzorství městské vodárenské dceřiné společnosti SMAT (povýšené starostou a fanouškem býků Sergio Chiamparino), byla částka požadovaná federací uhrazena za záchranu sportovního klubu a registraci do druhé ligy. Dne 19. srpna bylo oznámeno, že klub bude prodán podnikateli jménem Urbano Cairo. Klub sezonu 2005/06 zvládl a obsadil druhé místo v tabulce zaručující postup do nejvyšší ligy. Po třech sezónách v nejvyšší lize se tým přesunul zpět do druhé ligy.

### Návrat do Serie A i do Evropy
Nový trenér v nové sezoně 2011/12 se stal Gian Piero Ventura. Býci obsadili druhé místo v tabulce a přes play off získaly postup do nejvyšší ligy. V sezoně 2013/14 zaznamenal klub úspěch v podobě sedmého místa v tabulce a získal postup do evropské ligy. Velké dík bylo přisouzeno dvěma hráčům: Ciro Immobile a Alessio Cerci oba skvělí střelci a autoři 13 a 22 branek. V následné sezoně 2014/15 skončily na devátém místě a vyhráli po 20 letech derby s rivalem Juventus FC. V evropské lize dosáhli osmifinále když je vyřadil ruský klub Zenit Petrohrad.
Na sezonu 2016/17 byl představen trenér nový: Siniša Mihajlović, který vyznával útočný fotbal. Klub vstřelil za sezonu 71 branek z toho 26 bylo připsáno hráči: Andrea Belotti. Sezona 2017/18, začala vyhlášením útok na přední místa tabulky, se ukázali jako kolísavé. Přišlo střídání trenérů (nový trenér Walter Mazzarri) a nakonec to bylo deváté místo v tabulce. V následující sezóně 2018/19 skončil klub na sedmém místě se 63 získanými body (rekord klubu od zavedení 3 bodů za vítězství a kvalifikovali se do evropské ligy. Tam bohužel se nedostali přes 4. předkolo, když jej vyřadil anglický klub Wolverhampton Wanderers FC.

## Účast v ligách
| Úroveň soutěže | Název soutěže (nynější název) | První hraná sezona | Poslední hraná sezona | celkem odehraných sezon |
| -------------- | ----------------------------- | ------------------ | --------------------- | ----------------------- |
| 1              | Serie A                       | 1907               | 2024/25               | 100                     |
| 2              | Serie B                       | 1959/60            | 2011/12               | 12                      |

Historická tabulka Serie A od sezony 1929/30 do 2023/24.
| Celkové místo | Odehraných sezon | Celkem bodů | Celkem zápasů | Celkem výher | Celkem remíz | Celkem proher | Celkové skore |
| ------------- | ---------------- | ----------- | ------------- | ------------ | ------------ | ------------- | ------------- |
| 8             | 81               | 3033        | 2686          | 971          | 877          | 838           | 3515:3179     |

## Trenéři

### Chronologický seznam trenérů
Níže je uveden seznam trenérů od založení klubu a vítězství uvedených trofejích.

## Fotbalisté

### Tabulky

#### Podle oficiálních zápasů
Ke dni 15. 8. 2022
| Celkový počet zápasů | Celkový počet zápasů | Celkový počet zápasů |  | V 1. lize | V 1. lize         | V 1. lize |  | V domácím poháru | V domácím poháru    | V domácím poháru |  | V Evropských pohárech | V Evropských pohárech | V Evropských pohárech |
| Pořadí               | Jméno                | Počet                |  | Pořadí    | Jméno             | Počet     |  | Pořadí           | Jméno               | Počet            |  | Pořadí                | Jméno                 | Počet                 |
| 1.                   | Giorgio Ferrini      | 566                  |  | 1.        | Giorgio Ferrini   | 404       |  | 1.               | Giorgio Ferrini     | 80               |  | 1.                    | Giorgio Ferrini       | 45                    |
| 2.                   | Paolo Pulici         | 437                  |  | 2.        | Paolo Pulici      | 335       |  | 2.               | Luigi Danova        | 75               |  | 2.                    | Lido Vieri            | 37                    |
| 3.                   | Renato Zaccarelli    | 413                  |  | 3.        | Renato Zaccarelli | 317       |  | 3.               | Renato Zaccarelli   | 72               |  | 3.                    | Natalino Fossati      | 32                    |
| 4.                   | Claudio Sala         | 360                  |  | 4.        | Claudio Sala      | 286       |  | 4.               | Paolo Pulici        | 71               |  | 4.                    | Angelo Cereser        | 31                    |
| 5.                   | Lido Vieri           | 357                  |  | 5.        | Lido Vieri        | 269       |  | 5.               | Giacomo Ferri       | 62               |  | 5.                    | Paolo Pulici          | 29                    |
| 6.                   | Cesare Martin        | 355                  |  | 6.        | Giorgio Puia      | 250       |  | 6.               | Claudio Sala        | 61               |  | 6.                    | Giorgio Puia          | 27                    |
| 7.                   | Luigi Danova         | 340                  |  | 7.        | Osvaldo Ferrini   | 246       |  | 7.               | Giuliano Terraneo   | 61               |  | 7.                    | Fabrizio Poletti      | 25                    |
| 8.                   | Natalino Fossati     | 336                  |  | 8.        | Natalino Fossati  | 246       |  | 8.               | Natalino Fossati    | 59               |  | 8.                    | Giorgio Venturin      | 25                    |
| 9.                   | Antonio Janni        | 330                  |  | 9.        | Luigi Danova      | 244       |  | 9.               | Angelo Cereser      | 56               |  | 9.                    | Claudio Sala          | 24                    |
| 10.                  | Giorgio Puia         | 326                  |  | 10.       | Andrea Belotti    | 232       |  | 10.              | Giancarlo Corradini | 53               |  | 10.                   | Luciano Castellini    | 24                    |

Poznámka
- Zahrnuje mistrovství jedné skupiny (Campionato Federale, Prima Categoria, Prima Divisione e Divisione Nazionale), Serie A a všech play-off.

#### Podle vstřelených branek
Ke dni 15. 8. 2022
| Celkový počet zápasů | Celkový počet zápasů | Celkový počet zápasů |  | V 1. lize | V 1. lize          | V 1. lize |  | V domácím poháru | V domácím poháru                 | V domácím poháru |  | V Evropských pohárech | V Evropských pohárech | V Evropských pohárech |
| Pořadí               | Jméno                | Počet                |  | Pořadí    | Jméno              | Počet     |  | Pořadí           | Jméno                            | Počet            |  | Pořadí                | Jméno                 | Počet                 |
| 1.                   | Paolo Pulici         | 172                  |  | 1.        | Paolo Pulici       | 134       |  | 1.               | Paolo Pulici                     | 29               |  | 1.                    | Francesco Graziani    | 8                     |
| 2.                   | Julio Libonatti      | 150                  |  | 2.        | Andrea Belotti     | 100       |  | 2.               | Francesco Graziani               | 17               |  | 2.                    | Walter Casagrande     | 7                     |
| 3.                   | Gino Rossetti        | 144                  |  | 3.        | Francesco Graziani | 97        |  | 3.               | Antonio Comi                     | 13               |  | 3.                    | Paolo Pulici          | 7                     |
| 4.                   | Guglielmo Gabetto    | 127                  |  | 4.        | Valentino Mazzola  | 81        |  | 4.               | Walter Schachner                 | 13               |  | 4.                    | Andrea Belotti        | 6                     |
| 5.                   | Marco Ferrante       | 125                  |  | 5.        | Guglielmo Gabetto  | 80        |  | 5.               | Giorgio Ferrini                  | 11               |  | 5.                    | Antonio Comi          | 6                     |
| 6.                   | Valentino Mazzola    | 123                  |  | 6.        | Franco Ossola      | 60        |  | 6.               | Gino Rossetti                    | 10               |  | 6.                    | Gerry Hitchens        | 6                     |
| 7.                   | Francesco Graziani   | 122                  |  | 7.        | Onesto Silano      | 60        |  | 7.               | Pietro Buscaglia                 | 9                |  | 7.                    | Willem Kieft          | 5                     |
| 8.                   | Andrea Belotti       | 113                  |  | 8.        | Gino Rossetti      | 57        |  | 8.               | Marco Ferrante                   | 9                |  | 8.                    | Marcos Locatelli      | 5                     |
| 9.                   | Adolfo Baloncieri    | 100                  |  | 9.        | Romeo Menti        | 54        |  | 9.               | Carlo Facchin                    | 8                |  | 9.                    | Giovanni Toschi       | 5                     |
| 10.                  | Franco Ossola        | 85                   |  | 10.       | Julio Libonatti    | 52        |  | 10.              | Gianfranco Petris Stefan Schwoch | 8                |  | 10.                   | 5 hráčů               | 4                     |

#### Rekordní přestupy
| Nákup  | Nákup          | Nákup     | Nákup    | Nákup          |  | Prodej | Prodej                | Prodej    | Prodej            | Prodej         |
| Pořadí | Jméno          | sezona    | klub     | částka         |  | Pořadí | Jméno                 | sezona    | klub              | částka         |
| 1.     | Simone Verdi   | 2020/2021 | Neapol   | 22 mil. Euro   |  | 1.     | Bremer                | 2022/2023 | Juventus          | 41 mil. Euro   |
| 2.     | Ivan Ilić      | 2023/2024 | Hellas   | 16,5 mil. Euro |  | 2.     | Alessandro Buongiorno | 2024/2025 | Neapol            | 35 mil. Euro   |
| 3.     | Ciro Immobile  | 2013/2014 | Juventus | 13,5 mil. Euro |  | 3.     | Davide Zappacosta     | 2017/2018 | Chelsea           | 25 mil. Euro   |
| 4.     | Simone Zaza    | 2019/2020 | Valencia | 12 mil. Euro   |  | 4.     | Nikola Maksimovic     | 2017/2018 | Neapol            | 21 mil. Euro   |
| 5.     | M'Baye Niang   | 2018/2019 | Milán    | 12 mil. Euro   |  | 5.     | Raoul Bellanova       | 2024/2025 | Atalanta          | 20 mil. Euro   |
| 6.     | Soualiho Meïté | 2018/2019 | Monako   | 11,5 mil. Euro |  | 6.     | Ciro Immobile         | 2020/2021 | Dortmund          | 18,5 mil. Euro |
| 7.     | Armando Izzo   | 2018/2019 | Janov    | 10,7 mil. Euro |  | 7.     | Matteo Darmian        | 2015/2016 | Manchester United | 18 mil. Euro   |
| 8.     | Nikola Vlasic  | 2023/2024 | West Ham | 10,6 mil. Euro |  | 8.     | M'Baye Niang          | 2019/2020 | Rennes            | 15 mil. Euro   |
| 9.     | Ola Aina       | 2019/2020 | Chelsea  | 9,8 mil. Euro  |  | 9.     | Angelo Ogbonna        | 2013/2014 | Juventus          | 15 mil. Euro   |
| 10.    | Perr Schuurs   | 2022/2023 | Ajax     | 9,4 mil. Euro  |  | 10.    | Alessio Cerci         | 2014/2015 | Atlético Madrid   | 14 mil. Euro   |

### Nejlepší střelci v soutěžích
| Nejlepší střelci v 1. lize (10 prvenství) | Nejlepší střelci v pohárech (6)       | Nejlepší střelci v 2. lize (2)     | Nejlepší střelci v poháru UEFA (1) |
| ----------------------------------------- | ------------------------------------- | ---------------------------------- | ---------------------------------- |
| Heinrich Schönfeld (1923/24) 22 branek    | Valentino Mazzola (1942/43) 5 branek  | Giuseppe Virgili (1959/60) 20      | Wim Kieft (1986/87) 5 branek       |
| Julio Libonatti (1927/28) 35 branek       | Franco Ossola (1942/43) 5 branek      | Marco Ferrante (1998/99) 26 branek |                                    |
| Gino Rossetti (1928/29) 36 branek         | Joaquín Peiró (1963/64) 4 branky      |                                    |                                    |
| Eusebio Castigliano (1945/46) 13 branek   | Francesco Graziani (1980/81) 5 branek |                                    |                                    |
| Valentino Mazzola (1946/47) 29 branek     | Walter Schachner (1983/84) 8 branek   |                                    |                                    |
| Paolo Pulici (1972/73) 17 branek          | Stefan Schwoch (2000/01) 8 branky     |                                    |                                    |
| Paolo Pulici (1974/75) 18 branek          |                                       |                                    |                                    |
| Paolo Pulici (1975/76) 21 branek          |                                       |                                    |                                    |
| Francesco Graziani (1976/77) 21 branek    |                                       |                                    |                                    |
| Ciro Immobile (2013/14) 22 branek         |                                       |                                    |                                    |

### Na velkých turnajích

#### Vítězové Mistrovství světa
- Giuseppe Dossena (MS 1982)

#### Účastníci Mistrovství světa
- Riccardo Carapellese (MS 1950)
- Giuseppe Moro (MS 1950)
- Giorgio Ferrini (MS 1962)
- Luigi Meroni (MS 1966)
- Roberto Rosato (MS 1966)
- Fabrizio Poletti (MS 1970)
- Giorgio Puia (MS 1970)
- Paolo Pulici (MS 1974)
- Luciano Castellini (MS 1974)
- Eraldo Pecci (MS 1978)
- Renato Zaccarelli (MS 1978)
- Claudio Sala (MS 1978)
- Francesco Graziani (MS 1978)
- Paolo Pulici (MS 1978)
- Júnior (MS 1986)
- Müller (MS 1990)
- Roberto Mussi (MS 1994)
- Matteo Darmian (MS 2014)
- Alessio Cerci (MS 2014)
- Ciro Immobile (MS 2014)
- Panagiōtīs Tachtsidīs (MS 2014)
- Cristian Ansaldi (MS 2018)
- Joel Obi (MS 2018)
- Adem Ljajić (MS 2018)
- M'Baye Niang (MS 2018)
- Nikola Vlašić (MS 2022)
- Nemanja Radonjić (MS 2022)
- Saša Lukić (MS 2022)
- Vanja Milinković-Savić (MS 2022)
- Ricardo Rodríguez (MS 2022)

#### Vítězové Mistrovství Evropy
- Lido Vieri (ME 1968)
- Giorgio Ferrini (ME 1968)
- Salvatore Sirigu (ME 2020)
- Andrea Belotti (ME 2020)

#### Účastníci Mistrovství Evropy
- Renato Zaccarelli (ME 1980)
- Francesco Graziani (ME 1980)
- Roberto Cravero (ME 1988)
- Klaus Berggreen (ME 1988)
- Jocelyn Angloma (ME 1996)
- Angelo Ogbonna (ME 2012)
- Ciro Immobile (ME 2016)
- Kamil Glik (ME 2016)
- Pontus Jansson (ME 2016)
- Ricardo Rodríguez (ME 2020)
- Karol Linetty (ME 2020)
- Alessandro Buongiorno (ME 2020)
- Raoul Bellanova (ME 2020)
- Ricardo Rodríguez (ME 2024)
- Nikola Vlašić (ME 2024)
- Ivan Ilić (ME 2024)
- Vanja Milinković-Savić (ME 2024)

#### Účastníci Olympijských her
- Carlo Demarchi (OH 1912)
- Vittorio Morelli di Popolo (OH 1912)
- Enea Zuffi (OH 1912)
- Giuseppe Aliberti (OH 1920)
- Antonio Janni (OH 1920)
- Cesare Martin (OH 1920)
- Giuseppe Calvi (OH 1920)
- Adolfo Baloncieri (OH 1924)
- Adolfo Baloncieri (OH 1924)
- Antonio Janni (OH 1924)
- Gino Rossetti (OH 1924)
- Giorgio Ferrini (OH 1960)
- Roberto Cravero (OH 1988)
- Massimo Brambati (OH 1988)
- Gianluca Sordo (OH 1992)
- Mohammed Gargo (OH 1992)
- Samuel Kuffour (OH 1992)
- Antonino Bernardini (OH 1996)
- Ignazio Abate (OH 2008)
- Wilfried Singo (OH 2020)

#### Účastníci Copa América
- Marcelo Saralegui (CA 1993)
- Josef Martínez (CA 2015)
- Álvaro González (CA 2015)
- Gastón Silva (CA 2015)
- Josef Martínez (CA 2016)
- Gastón Silva (CA 2016)
- Tomás Rincón (CA 2019)

#### Účastníci Africký pohár národů
- Mohammed Gargo (APN 1992)
- Abedi Pele (APN 1996)
- Afriyie Acquah (APN 2017)
- Ola Aina (APN 2019)
- Ola Aina (APN 2021)

## Česká stopa

### Hráči
- David Zima (2021–)